# Partido di Colón
Il partido di Colón è un dipartimento (partido) dell'Argentina facente parte della Provincia di Buenos Aires. Il capoluogo è Colón.